# KeepFocus
KeepFocus A/S er en dansk virksomhed, som laver værktøjer til energistyring og visualisering af energiforbrug, blandt andet det patenterede EnergyGuard Display samt de webbaserede softwareløsninger EnergyGuard Web og Agenda2100. Virksomheden var oprindelig baseret på fjernovervågning af energi og vandforbrug, men har i 2009 udviklet et system for aktiv brugerinvolvering med det formål at stoppe spild. Stop Spild konceptet anvendes af en række virksomheder og offentlige institutioner, fortrinsvis i Danmark.

## Historie
Keepfocus har sit udspring i Humlum Energy Consult, der blev startet af Claus Humlum i 1993. Knud Erik Jensen købte sig ind i firmaet i 1998, og sammen med Lars Kolind etablerede de to i 1999 KeepFocus A/S.
Fra 1999 var Lars Kolinds ventureselskab PreVenture hovedaktionær. I forbindelse med nedlæggelsen af PreVenture A/S i 2009 overtog Lars Kolinds personlige investeringsselskab, Kolind A/S, samtlige aktier i KeepFocus.